# Рысбекова, Ляззат Туякбаевна
Ляззат Туякбаевна Рысбекова (каз. Ләззәт Тұяқбайқызы Рысбекова; 7 мая 1976; Уральск, КазССР, СССР) — казахстанский общественный деятель, депутат Сената Парламента Республики Казахстан (с 13 августа 2020 года).

## Биография
Родилась в семье педагогов 7 мая 1976 года в г. Уральске. 
В 1993 году окончила СОШ № 1, поступила в Западно-Казахстанский аграрно-технический университет им. Жангир хана на специальность бухгалтер-финансист. Второе образование, юриста, получила в Казахской государственной юридической академии (г.Алматы). На данный момент-магистр экономики и магистр финансов.
С 1997 по 1998 год — старший контролер-ревизор Отдела сферы услуг Управление финансового контроля;
С 1998 по 2003 год — бухгалтер сектора свода баланса бухгалтерии, Специалист Административно-правовой службы, Ведущий специалист по развитию бизнеса филиала, ведущий специалист Отдела развития менеджмента, начальник Отдела развития менеджмента, юрисконсульт по договорно-правовой работе Западно-Казахстанская областная дирекция телекоммуникаций - филиал АО «Казахтелеком»;
С февраль по сентябрь 2003 года — специалист Управления общего надзора, Специалист Группы по борьбе с коррупцией, Помощник прокурора Управления общего надзора Прокуратура Западно-Казахстанской области;
С сентябрь 2003 по июнь 2011 год — специалист по развитию бизнеса филиала, Начальник Организационного отдела, Начальник Отдела соглашений с операторами связи;
С июнь 2011 по 2015 год — учредитель, Финансовый директор Негосударственного учреждения «Уральский гуманитарный колледж»;
С 2015 года — председатель ОО «Ассоциация деловых женщин по Западно-Казахстанской области»;
13 августа 2020 года была избрана депутатом сената парламента Казахстана от Западно-Казахстанской области.

## Награды
- 2014 — Медаль «За вклад в инновации и сохранение традиций в образовании» (Женева, Швейцария);
- 2015 — Медаль «За достижения в управлении организацией» (Лондон, Великобритания);
- 2020 — Медаль «25 лет Конституции Республики Казахстан»;
- 2021 — Медаль «30 лет независимости Республики Казахстан»;
- 2021 — Указом президента РК от 2 декабря награждена орденом «Курмет»;[2][3]